# Marquesado de Alós
El marquesado de Alós es un título nobiliario español creado el 14 de diciembre de 1864 por la reina Isabel II a favor de Luis Carlos de Alós y López de Haro.

## Antecedentes
El marquesado de Alós fue creado originalmente en 1736 por el rey de Nápoles y Sicilia Carlos de Borbón para Antonio de Alós y de Rius, entonces teniente de los Granaderos Reales. El título fue expedido en 1747. Fue convertido en un título español el 14 de diciembre de 1864 por la reina Isabel II a favor de Luis Carlos de Alós y López de Haro, caballero de la Real Maestranza de Caballería de Valencia. Su actual titular es Ignacio José de Alós y Martín.
El marquesado de Alós es propietario del Castillo de Balsareny, puesto que también el actual titular es barón de Balsareny.

## Marqueses de Alós
|                                            | Titular                                    | Periodo                                    |
| Creación por Carlos III, título napolitano | Creación por Carlos III, título napolitano | Creación por Carlos III, título napolitano |
| ------------------------------------------ | ------------------------------------------ | ------------------------------------------ |
| I                                          | Antonio de Alós y de Rius                  | 1747-1780                                  |
| II                                         | José de Alós y Bru                         | 1780-1800                                  |
| III                                        | Antonio María de Alós y de Copons          | 1800-1841                                  |
| IV                                         | José María de Alós y de Mora               | 1841-1844                                  |
|                                            | Título del reino por Isabel II             |                                            |
| I                                          | Luis Carlos de Alós y López de Haro        | 1864-1867                                  |
| II                                         | José Joaquín de Alós y de Martín           | 1867-1901                                  |
| III                                        | Luis Enrique de Alós y Mateu               | 1901-1954                                  |
| IV                                         | Luis Ignacio de Alós y Huelin              | 1955-1981                                  |
| V                                          | Ignacio María de Alós y Huelin             | 1981-1993                                  |
| VI                                         | Ignacio José de Alós y Martín              | 1993-actual titular                        |

## Historia de los marqueses de Alós

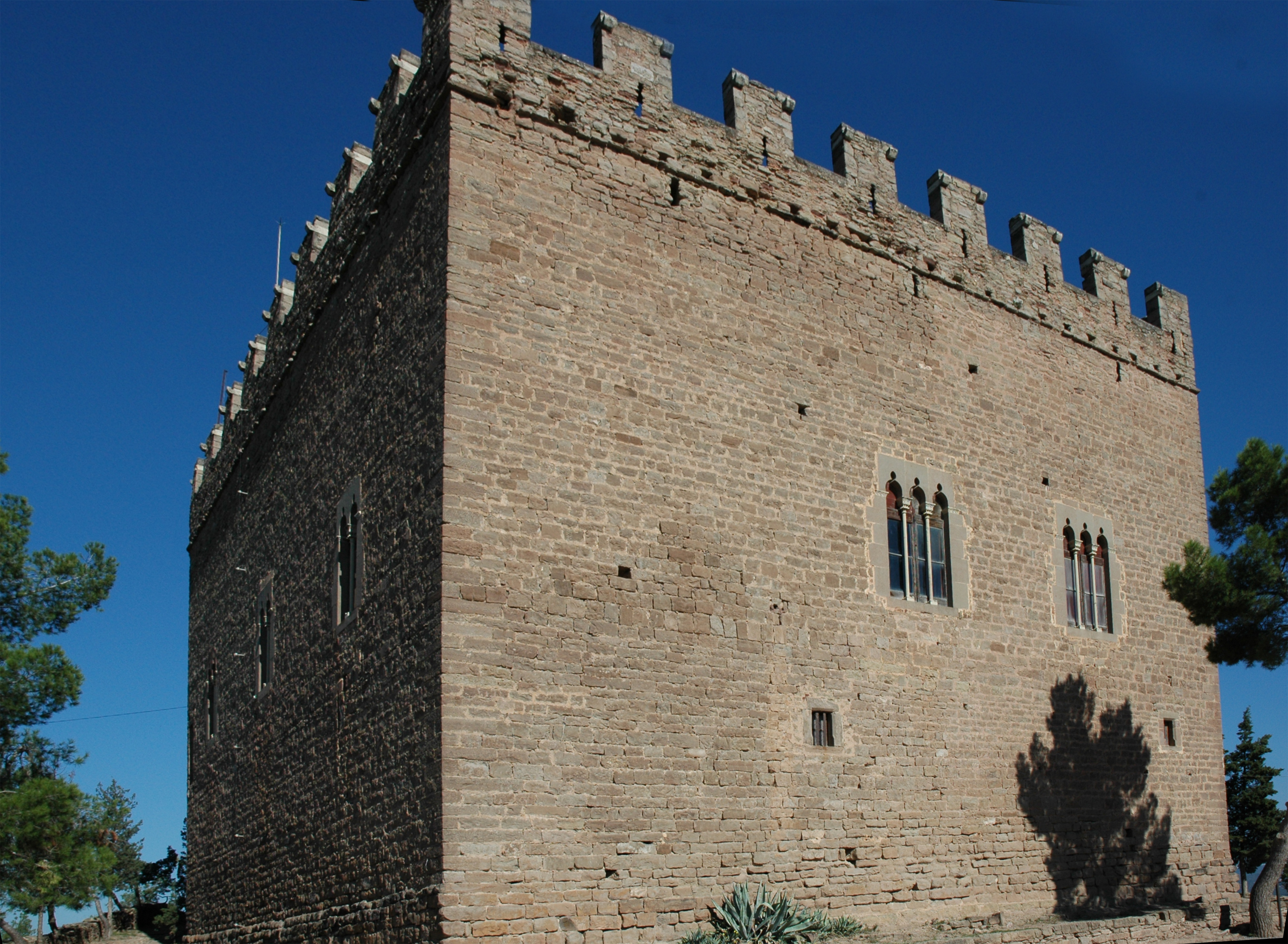
Castillo de Balsareny, en Balsareny provincia de Barcelona, actualmente propiedad de los marqueses de Alós, barones de Balsareny

- Luis Carlos de Alós y López de Haro, I marqués de Alós,[1][8] hijo de José María de Alós y de Mora, IV marqués de Mora (título napolitano) y de su esposa, María Luisa López de Haro, hija de Gabriel López de Haro, regidor de Orcajo de Santiago.[9]

Casó con Concepción de Martín y de Magarola, hija de José Antonio de Martín I barón de Balsareny. Le sucedió su hijo el 1 de agosto de 1867:
- José Joaquín de Alós y Martín, II marqués de Alós,[1] IV marqués de Llió, II barón de Balsareny.

El 30 de diciembre de 1901, le sucedió su hijo:
- Luis Enrique de Alós y Mateu, III marqués de Alós,[1] V marqués de Llió,[10] III barón de Balsareny (por rehabilitación a su favor en 1916).

Casó con Margarita Huelín y Serra. El 14 de abril de 1956, le sucedió su hijo:

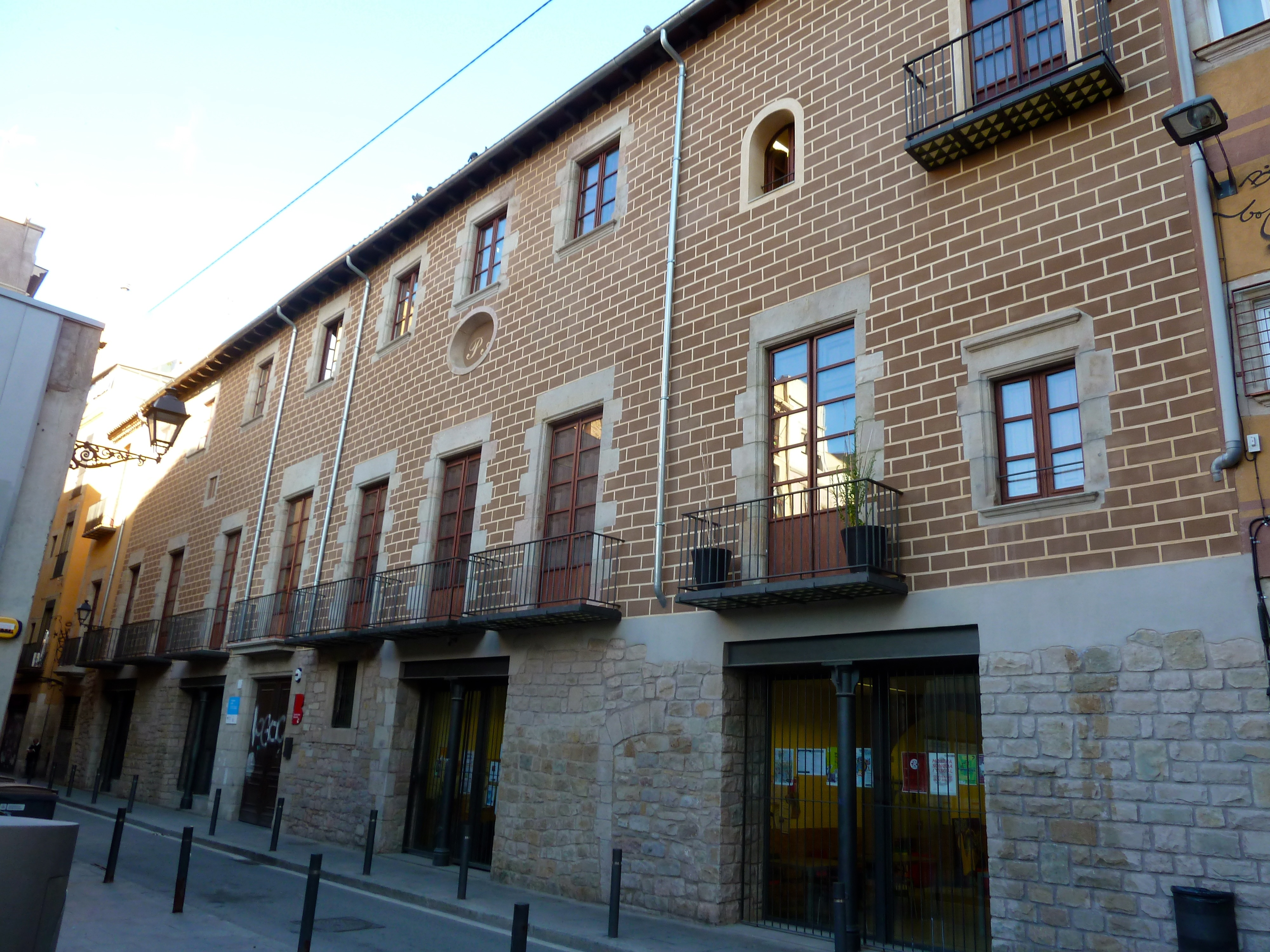
El Palacio Alós después de su rehabilitación, Barcelona, foto 2012

- Luis Ignacio de Alós y Huelín, IV marqués de Alós,[1][11] VI marqués de Llió, IV barón de Balsareny.

Le sucedió su hermano:
- Ignacio María de Alós y Huelín, V marqués de Alós,[12] VII marqués de Llió, V barón de Balsareny.

Casó con María Teresa Martin y de Laguna. Le sucedió su hijo:
- Ignacio José de Alós y Martín, VI marqués de Alós,[13] VI barón de Balsareny.

Casado con Carmina Marcos Sánchez.